# Зелёные тени, Белый Кит
«Зелёные тени, Белый Кит» (англ. Green Shadows, White Whale) — роман Рэя Брэдбери, впервые изданный в 1992 году. Данное произведение отчасти является автобиографическим. Роман написан на основе тринадцати ранних рассказов, входящих в «Ирландский цикл», а также включает в себя новые главы. Всего (вместе с переработанными рассказами) в романе 33 главы.
По словам самого автора, эта книга — «запоздалое» признание в любви людям, стране и народу, с которыми его свела судьба много лет назад.

### Ирландский цикл
| Год  | Русское название (в различных переводах)                  | Оригинальное название                       |
| ---- | --------------------------------------------------------- | ------------------------------------------- |
| 1956 | Первая ночь поста                                         | The First Night Of Lent                     |
| 1958 | Страшная авария в понедельник на той неделе               | The Great Collision of Monday Last          |
| 1959 | Дикий разврат в городишке Голуэй                          | A Wild Night in Galway                      |
| 1961 | Нищий с моста О’Коннелла                                  | The Beggar on O’Connell Bridge              |
| 1962 | Как-то пережить воскресенье / Как бы пережить воскресенье | Getting Through Sunday Somehow              |
| 1963 | Спринт до начала гимна / Гимнистические спринтеры         | The Anthem Sprinters                        |
| 1964 | Холодный ветер, теплый ветер                              | The Cold Wind and the Warm                  |
| 1969 | Зловещий призрак новизны / Призраки нового замка          | The Haunting of the New                     |
| 1969 | Ужасный большой пожар в усадьбе                           | The Terrible Conflagration Up at the Place  |
| 1970 | Отпрыск Макгиллахи                                        | McGillahee’s Brat                           |
| 1984 | Банши                                                     | Banshee                                     |
| 1985 | За хозяина глоток да глоток на посошок!                   | One for His Lordship, and One for the Road! |
| 1992 | Охотничья свадьба                                         | The Hunt Wedding                            |

## Сюжет
Действие данного романа происходит в Ирландии («Изумрудном острове»), куда в 1953 году писатель приезжает по приглашению голливудского режиссёра Джона Хьюстона для создания сценария к экранизации «Моби Дика» (1956). Брэдбери честно признался Хьюстону, что «никогда не мог осилить этот проклятый роман», но Хьюстон дал ему одну ночь на прочтение, и в результате Брэдбери был взят в команду.
Сюжетный ход произведения разворачивается вокруг постепенного становления, взросления героя, освоения им традиций и образа жизни ирландцев.

## Название
Словосочетание «Зелёные тени» объясняется первым впечатлением героя от видов и пейзажей Ирландии, залитых солнечным светом и выглядевших в точности «как на рекламных плакатах».

Я выглянул с палубы парома «Дан-Лэри» и увидел Ирландию. Земля была зелёная. Не просто заурядно зелёная, а всех тонов и оттенков.— Рэй Брэдбери, Зелёные тени, Белый Кит.
«Белым Китом» же является ассоциация с одноимённым романом Германа Мелвилла «Моби Дик»

…Я здесь для того, чтобы освежевать и выпотрошить Белого Кита.
   — Освежевать, — записал он. — Выпотрошить Белого Кита. Это, стало быть, Моби Дика?—  Рэй Брэдбери , Зелёные тени, Белый Кит.

## Литературное значение и критика
Роман получил неоднозначные отзывы критики. Некоторые дали произведению высокую оценку, например, по версии Publishers Weekly это «беззаботный, начинённый автобиографией роман» и «проза Брэдбери является такой же яркой и уникальной, как пейзаж, на фоне которого разворачиваются эти восхитительные сказки». В Kirkus Reviews написали, что это «триумф Брэдбери. Он никогда не писал лучше».
Другие критики сочли, что «Зелёные тени…» не дотягивают до уровня лучших произведений Брэдбери из-за высокопарной интонации и стереотипных персонажей и сюжетов. Так, обозреватель из The New York Times полагает его находящимся «где-то между честью и жульничеством… мультфильмом, который мог бы быть оскорбительным, если бы не был таким ласковым». The Chicago Tribune раскритиковала Брэдбери за то, что ему «медведь на ухо наступил», утверждая, что «все его ирландские персонажи разговаривают как Барри Фицджеральд, читающий Шона О’Кейси автобусу туристов из Талсы».